# Lago Bustaj
El lago Bustaj (en ruso: Бустах; en yakuto: Буустаах, Buustaaj) es un gran lago de agua dulce situado en el distrito Ust-Yansky, en la República de Sajá, Rusia.

## Clima
El lago se encuentra en una región de tundra ártica con permafrost continuo. Se congela normalmente a finales de septiembre y permanece cubierto de hielo hasta junio. Esta prolongada temporada de congelación es característica de la región, donde las temperaturas invernales pueden descender por debajo de los -30 °C. Este lago es sensible al cambio climático y desempeña un papel importante en el ciclo del carbono.

## Geografía
Con una superficie de 249 kilómetros cuadrados, es uno de los lagos más grandes de la llanura Yana-Indigirka. El lago se encuentra cerca de la bahía Ebelyakh, en el mar de Láptev. Con una superficie de 249 km², es uno de los lagos más grandes de la región. Su longitud es de 23 km y su ancho alcanza los 14 km. En el noreste y sureste, las orillas son escarpadas e irregulares; por el oeste, el Bustaj se conecta con el lago Tonkai-Kiuel’ (en realidad, una ensenada del lago Bustaj), que es la fuente del río Surutakh. Este último desemboca en la bahía de Ebeliakhskaia, en el mar de Laptev.

## Fauna y flora
El lago Bustaj es rico en fauna acuática y la pesca en el lago es muy popular debido a esta variedad. Entre las especies de peces que habitan sus aguas se encuentran el taimen, el lenok y diversas especies de coregónidos, como el muksun y la vendace siberiana.
La vegetación circundante incluye musgos, líquenes y arbustos adaptados al clima extremo.